# St. Laurentius (Fröhstockheim)

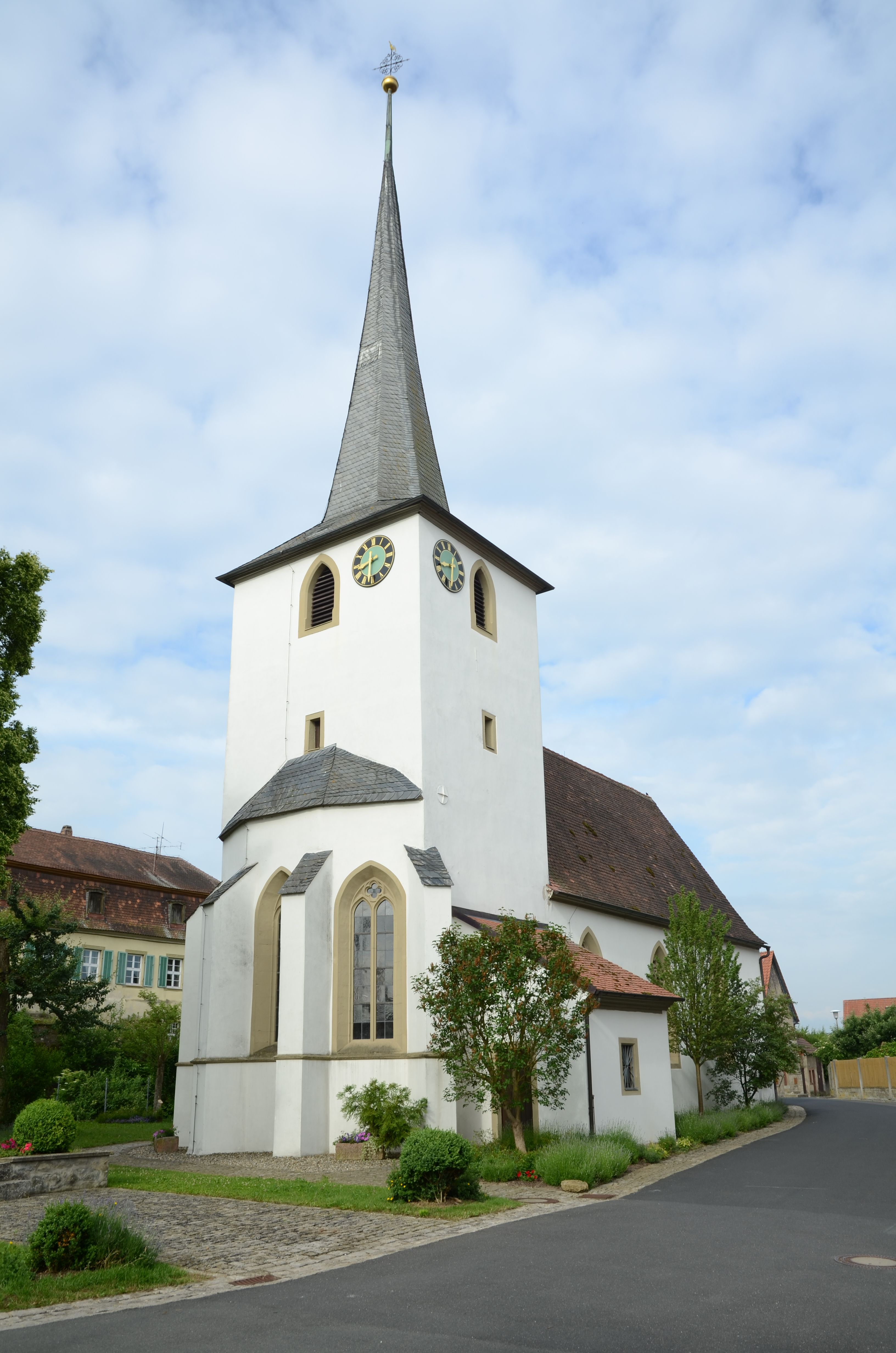
Die Kirche in Fröhstockheim

Die Kirche St. Laurentius in Fröhstockheim ist die lutherische Pfarrkirche des Rödelseer Ortsteils. Sie steht am Kirchplatz direkt neben dem Schloss Fröhstockheim. Das Gotteshaus ist heute Teil des Evangelisch-Lutherischen Dekanats Kitzingen.

## Geschichte
Die Anfänge einer Kirchengemeinde im Dorf Fröhstockheim liegen im Unklaren. Im Jahr 1220 wurde der Ort erstmals erwähnt. Ob es zu diesem Zeitpunkt bereits ein Gotteshaus gab, darüber schweigt die Überlieferung. Im Jahr 1330 wurde die Gemeinde zu einer eigenen Pfarrei und das der heiligen Maria geweihte Gotteshaus zur Pfarrkirche erhoben.
Um 1430 entstand der Turm der Kirche in seiner heutigen Form. 1529 wurde das Dorf unter dem Einfluss des Wolf von Crailsheim protestantisch. Um 1600 entstand das Langhaus.  Während der Renovierung des  Kirchenraums im Jahr 1875 wurde der Turm durch einen Sturm schwer beschädigt. Das obere Stockwerk, vorher aus Fachwerk, wurde nun massiv gebaut.
Auch nach dieser Erneuerung wurde die Kirche immer wieder renoviert. Im Jahr 1969 mussten die Herren von Crailsheim das Patronatsrecht über das Gotteshaus in Fröhstockheim abgeben. 1973/1974 erhielt die Kirche eine umfassende Innenrenovierung. Das Bayerische Landesamt für Denkmalpflege ordnet die Laurentiuskirche als Baudenkmal ein. Untertägige Reste sind als Bodendenkmal registriert.

## Architektur
Die Kirche ist ein schlichter, geosteter Saalbau und schließt mit einem polygonalen Chor ab. Ältestes Bauelement ist der dreigeschossige Chorturm des 15. Jahrhunderts, der mit einem Spitzhelm abschließt. Drei Spitzbogenfenster mit Maßwerk durchlichten das Langhaus, das von einem Satteldach bedeckt ist. Die Fenster des Chores weisen ebenfalls gotisches Maßwerk auf.

## Ausstattung

### Epitaph von 1596

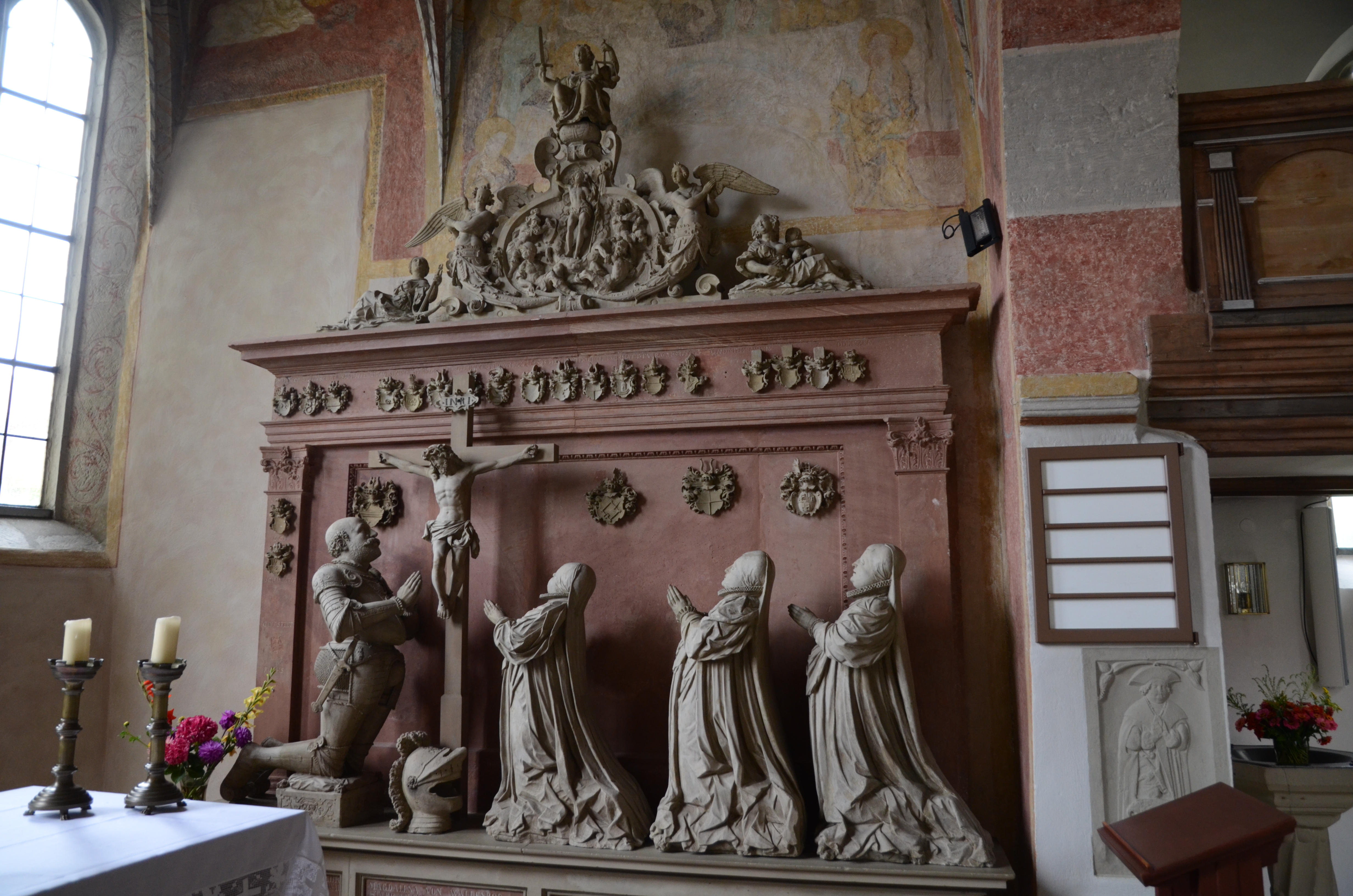
Das Epitaph des Ernst von Crailsheim

Einer der wertvollsten Ausstattungsgegenstände ist das Epitaph des Jahres 1596. Es kam nach dem Tod des Dorfherren Ernst von Crailsheim Ende des 16. Jahrhunderts ins Kircheninnere und wurde am rechten Chorbogen aufgestellt. Es wird vermutet, dass es sich um ein Frühwerk des Steinmetzen Hans Juncker handelt. Das Epitaph ähnelt dem gleichzeitig geschaffenen in der Altenschönbacher St.-Marien-Kirche.
Das Epitaph besteht aus einem Aufbau von 4,50 Metern Höhe und 3,50 Metern Breite. Vier vollplastische Figuren des Ernst von Crailsheim und seiner drei Gemahlinnen bilden den Mittelpunkt des Grabdenkmals. Sie sind betend dargestellt und um ein vollplastisches Kruzifix positioniert. Ein rechteckiger Blendrahmen ist mit einigen Wappen versehen, die als Ahnenprobe gelten. Eine Darstellung der Auferstehung, flankiert von den Symbolfiguren Hoffnung, Liebe und Gerechtigkeit krönt den Rahmen.
Unterhalb der Figuren beschreiben mehrere Inschriftentafeln das Leben der Dargestellten in Reimen. Unterhalb von Ernst steht folgendes Gedicht: „ALS TAUSEND UND FUNF HUNDERT JAHR / AUCH NEUNZIG SECHS DIE JAHR(ES)ZAHL WAR / DES JENNERS NEUNZEHNTER TAG, / MIT VIELER MENSCHEN GROSSER KLAG(E), / ERNEST VON CRAILSHEIM SANFT VERS(CH)IED / UND RUHT AN DIESEM ORT IN FRIED(EN). / SEIN ALTER WAR SIEBENZIG JAHR, / UND ETLICHE MONAT(E) DARUEBER ZWAR / WELCHES ER MIT HERR(E)NDI(E)NST ZU(GE)BRACHT / UND DADURG WURDE HOCHGEACHT'(ET) / MIT WEISHEIT WOHLBEGABT ER WAR / NUN LEBT ER BEI GOTT IMMERDAR.“ Er erlitt am 10. Januar 1596 in Fröhstockheim einen Schlaganfall. Seine letzte Frau war fortgereist, genau an jenem Tag war sie nach Sommersdorf gefahren. Drei Tage lang konnte er nicht sprechen. Danach kam die Sprache zwar wieder, aber er verstarb trotzdem 9 Tage nach dem Schlag. Am 3. Februar 1596 wurde er im Chor der Kirche begraben. Die vierteilige Grabinschrift wurde von Pfarrer Schnurr verfasst.
Seine erste Frau Magdalena von Wallenrode erhielt folgende Beschreibung: „MAGDALENA VON WALLENROD / STARB AN EI(NE)M KIND, UND RUHET IN GOTT / DEN SIE ALLEZEIT VOR AUGEN HAETT / TUGEND UND EHR'(E) SIE LIEBEN THAET / WAR EINE HAEUSLICHE MATRON(E) / UND IHRES HAUSES ZIER UND KRON(E). / IM EHESTAND SIE ZWOELF KINDER / GEBAR / DER TREUE GOTT IHRE SEEL(E) BEWAHR(E)“. Sie heiratete Ernst 1556. Magdalena starb im Kindbett zu Neuhaus und wurde in der dortigen Kirche begraben.
Die zweite Frau hieß Maria Magdalena Schott von Schottenstein und wird folgendermaßen beschrieben: „EIN SELIGES END(E) IN CHRISTO NAHM, / DIE SCHOTTIN VON GESCHLECHT UND / STAMM / IM EHESTAND SIE SECHS KINDER GEBAR / IN LIEB UND LEID, WOLLUST UND PRACHT / DER WELT HAT SIE SICH NICHTS GEACHT(ET). / WAR FROMM UND FLEISSIG IM GEBET, / DEN ARMEN AUCH VIEL GUTES THAET. / MARIA MAGDALENA DIE HIESS.“ Sie heiratete Ernst 1573. Maria Magdalena starb zu Ansbach und ist in der dortigen Stiftskirche begraben.
Relativ spät verheiratete sich Ernst von Crailsheim erneut. Bei der dritten Frau handelte es sich um Anna von Dölzkau (sonst wird die Familie als von Döltzig geführt), auch sie schenkte ihm noch mehrere Kinder und erhielt als Inschrift: „ANNA VON DOLZGA DIE DRITTE FRAU / NACH DIESEN BEIDEN SIE BESCHAU / NATUERLICH WIE SIE LEIBT UND LEBT / ALLHIER KUENSTLICH GEBILDET STEHT, / DER JUNKER SIE VON JUGEND AN, / IN SEI(NE)M HAUS WOHL HAT ZIEHEN LAHN / EHRBARKEIT UND GOTTSELIGKEIT, / DIE MITTLER'(E) FRAU SIE LEHREN THAET / RICHT(E)T SICH NACH IHREM JUNKER FEIN / IHM SIE GEBAR ACHT KINDERLEIN / TODT UND LEBEND DIE GOTTES SEIN“. Sie, die im Hause erzogen worden war, heiratete Ernst 1584 zu Neuhaus. Sie überlebte ihren Mann, starb in Neuhaus am 30. März 1600 und wurde auch dort am 14. April begraben.

### Deckenfresken
Die Deckenfresken im Chor stammen aus dem späten 15. Jahrhundert und gehören damit zu den ältesten Ausstattungselementen der Kirche. Im Zuge der Reformation wurden 1530 die Fresken übermalt und durch die Inschrift: „Denn ich hielt es für richtig, unter euch nichts zu wissen als allein Jesus Christus den Gekreuzigten“ ersetzt. Diese Inschrift wurde wiederum übermalt. Im Jahr 1973 wurden die Fresken freigelegt und restauriert.
Unter anderem erkennt man die Darstellung der Geburt Jesu, die Ölbergszene, die Verhaftung Jesu, Jesus vor Pilatus und die Kreuzigung. Engel halten die Leidenswerkzeuge. Im Geviert der Rippenbögen, bevor sie sich im Schlussstein vereinigen, sind die Symbole der Evangelisten zu sehen. Eine Redensart geht auf die Engel in den Fresken ein: „In der Kirche von Fröhstockheim wohnen viele Engel, die das Dorf und seine Menschen beschützen.“

### Weitere Ausstattung
Die Kassettendecke mit 48 Feldern des Langhauses, die der Künstler Hubert Distler bemalte, entstand in ihrer heutigen Form in den Jahren 1973/1974. Dargestellt sind Szenen aus dem Alten und Neuen Testament. Besonders eindrucksvoll ist die Darstellung der Hand Gottes. Der Taufstein im Langhaus im Stil der Renaissance entstammt dem 16. Jahrhundert und kam 1581 in die Kirche.
Zwei Ölgemälde zeigen Johannes der Täufer und den Tod Josefs. Die im benachbarten Schloss lebende Künstlerin Lieselotte von Crailsheim schuf drei weitere Gemälde. Die großformatigen Bilder zeigen die Heilige Dreifaltigkeit in abstrakter Form. Eine zweiseitige Empore durchzieht das Kircheninnere. Darauf steht eine kleine Orgel.